# 布拉德福德鎮區 (愛荷華州奇克索縣)
布拉德福德鎮區（英語：Bradford Township）是位於美國愛荷華州奇克索縣的一個行政鎮區。

## 地方資料
根據2010年美國人口普查的數據，布拉德福德鎮區的面積為93.29平方千米，當中陸地面積為91.68平方千米，而水域面積為1.61平方千米。當地共有人口2140人，而人口密度為每平方千米22.94人。